# پارک ۵۵۸۵
سیارک ۵۵۸۵ (به انگلیسی: 5585 Parks، نامگذاری:1990MJ) پنج هزار و پانصد و هشتاد و پنجمین سیارک کشف شده‌است که در ۲۸ ژوئن ۱۹۹۰ کشف شد.
قدر مطلق سیارک برابر ۱۳٫۷۰ است.